# Ebenezer R. Hoar

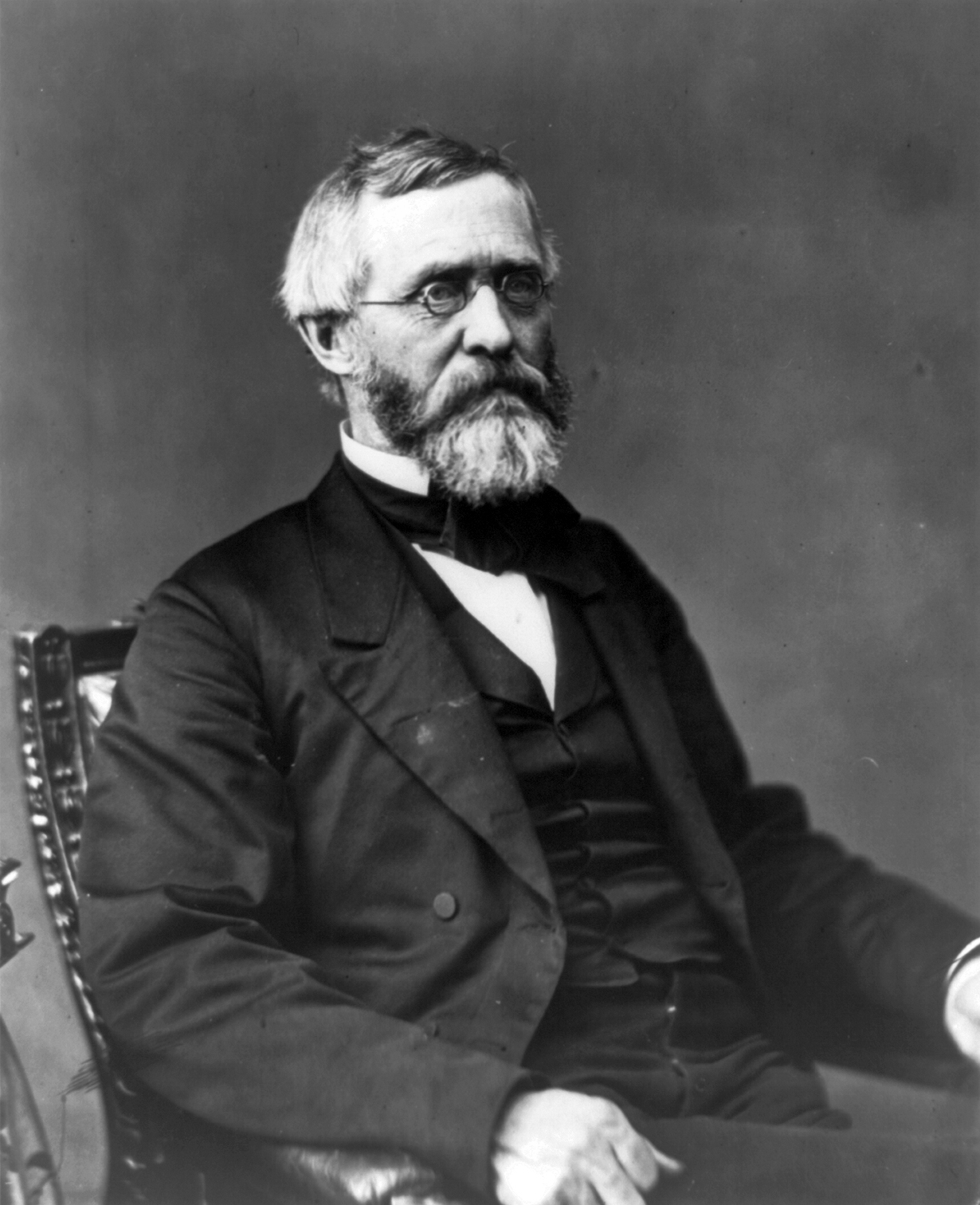
Ebenezer R. Hoar

Ebenezer Rockwood Hoar (* 21. Februar 1816 in Concord, Massachusetts; † 31. Januar 1895 ebenda) war ein US-amerikanischer Jurist, Politiker und Justizminister (Attorney General).

## Familie, Studium und berufliche Laufbahn
Hoar entstammte einer großen einflussreichen Familie aus den Nordstaaten von Massachusetts und Connecticut. Bereits sein Vater Samuel Hoar war ein einflussreicher Rechtsanwalt und ebenfalls Abgeordneter des US-Repräsentantenhauses. Sein Bruder George war zunächst auch Abgeordneter des US-Repräsentantenhauses und anschließend 27 Jahre US-Senator für Massachusetts. Sein eigener Sohn Sherman war ebenfalls Jurist und Abgeordneter des US-Repräsentantenhauses. Sein Großvater mütterlicherseits war Roger Sherman, der nicht nur einer der Unterzeichner der Unabhängigkeitserklärung der Vereinigten Staaten, sondern auch US-Senator von Connecticut war.
Hoar selbst absolvierte zunächst ein allgemein bildendes Studium an der Harvard University, das er 1835 mit einem Bachelor of Arts (B.A.) abschloss. Nach einem Studium der Rechtswissenschaften an der Harvard Law School, das er 1839 mit einem Bachelor of Laws (LL.B.) beendete, erfolgte 1840 seine anwaltliche Zulassung. Anschließend war er einige Jahre als Rechtsanwalt in Concord und Boston tätig. Von 1849 bis 1855 war er Richter am Court of Common Pleas in Boston. Nach einer vierjährigen erneuten Tätigkeit als Rechtsanwalt wurde er 1859 Richter am Obersten Gerichtshof (Supreme Judicial Court) von Massachusetts, dem er bis 1869 angehörte. 1874 wurde er in die American Academy of Arts and Sciences gewählt.

## Politische Laufbahn

### Justizminister unter Präsident Grant
Hoar begann seine politische Laufbahn 1846 mit der Wahl zum Mitglied des Senats von Massachusetts. Dort vertrat er bis 1849 die Interessen der Whig Party und war Gegner der Sklaverei. Am 5. März 1869 berief ihn Präsident Ulysses S. Grant als Nachfolger seines Cousins ersten Grades, William M. Evarts, zum Justizminister (Attorney General) in seinem Kabinett. Dieses Amt übte er bis zu seiner Ablösung durch Amos T. Akerman am 22. November 1870 aus.
Die von Präsident Grant beabsichtigte Ernennung zum Richter am United States Supreme Court scheiterte an der Ablehnung Hoars durch den US-Senat. Der Grund dafür war, dass Hoar sich gegen die übliche Praxis der Vergabe von Richterämtern an nicht wiedergewählte Politiker wehrte und stattdessen mehrere Richterämter mit juristisch kompetenten Fachleuten besetzte. Außerdem war er Kritiker des gegen Präsident Andrew Johnson eingeleiteten Amtsenthebungsverfahrens im Frühjahr 1868.
Während seiner Amtszeit erfolgte die Gesetzgebung zur Neugestaltung des Justizministeriums.

### Alabamafrage und Kongressabgeordneter
1871 gehörte er neben dem späteren Justizminister George H. Williams einer Kommission zur Klärung der Alabamafrage aufgrund des Vertrages von Washington an. Dabei ging es um ein Schadensersatzverfahren zwischen dem Vereinigten Königreich und den USA zur Frage der Sorgfaltspflicht neutraler Staaten über die Ausrüstung von Kriegsschiffen in ihren Häfen. Letztlich wurde das Vereinigte Königreich zur Zahlung von 15,5 Millionen Dollar in Gold wegen Schäden verpflichtet, die in England ausgerüstete Schiffe der Südstaaten in den Nordstaaten während des Bürgerkrieges verursacht hatten.
1873 wurde er zum Abgeordneten des US-Repräsentantenhauses gewählt. Dort vertrat er bis 1875 als Republikaner die Interessen des siebten Kongresswahlbezirks von Massachusetts. Nachdem er 1874 nicht erneut als Kongresskandidat aufgestellt worden war, zog er sich aus dem politischen Leben zurück und war wiederum als Rechtsanwalt tätig. Von 1868 bis 1882 gehörte er dem Beirat (Board of Overseers) der Harvard University an.

## Veröffentlichungen
- Ebenezer Rockwood Hoar: Address at the laying of the corner stone of the Memorial Hall. Tolman & White, printers, Boston 1870.
- Ebenezer Rockwood Hoar: Address in the old Concord Meeting House, April 19, 1894. Beacon Press, T. Todd, printer, Boston 1894.